# Ernest Armand Durand
Ernest Armand Durand (1872 - 1910) va ser un botànic francès, que va treballar amb la família Asteraceae.
Karl Heinrich `Bipontinus' Schultz (1805-1867), va posseir la col·lecció més completa de les compostes de l'època, i aquesta va passar al seu fill major, Carl Heinrich, un comerciant de vins de Deidesheim. Ell ho va vendre a Ernest Saint-Charles Cosson (1819-1889) a París, que la va mantenir intacta. L'any 1904, el net d'Ernest Saint-Charles: Ernest Armand Durand, va donar a compte del seu avi totes les col·leccions al Museu Nacional d'Història Natural de França a París, on es va integrar en l'Herbari General.

## Honors

### Epònims
- (Asteraceae) Charadranaetes durandii (Klatt) Janovec & H.Rob.[2]
- (Asteraceae) Melampodium durandii M.E.Jones[3]
- (Asteraceae) Pseudogynoxys durandii (Klatt) B.L.Turner[4]